# Nagyerdei Stadion (1934–2013)
Nagyerdei Stadion – nieistniejący już wielofunkcyjny stadion w Debreczynie, na Węgrzech. Istniał w latach 1934–2013. Mógł pomieścić 20 000 widzów. W przeszłości swoje spotkania rozgrywali na nim piłkarze klubów Bocskay FC (w latach 1934–1940) i Debreceni VSC (w latach 1979–1989), dwa mecze rozegrała tutaj również reprezentacja Węgier. W latach 2013–2014 w jego miejscu powstał zupełnie nowy, typowo piłkarski obiekt na ponad 20 000 widzów.
Inauguracja Nagyerdei Stadion odbyła się w dniach 2–10 czerwca 1934 roku. W mieście odbywał się wówczas festiwal nazwany Tygodniem Debreczyna (Debreceni Hét), a na stadionie zorganizowano w tych dniach szereg imprez, m.in. zawody sportowe, pokazy lotnicze i gimnastyczne, itp. Pierwszy mecz piłkarski odbył się na obiekcie 24 czerwca 1934 roku, kiedy w spotkaniu rewanżowym 1. rundy Pucharu Mitropa Bocskay FC podjął włoską Bologna FC. Mecz zakończył się zwycięstwem gospodarzy 2:1, jednak to Bologna FC awansowała dalej dzięki wygranej 2:0 w pierwszym meczu (Bologna FC została później zwycięzcą tych rozgrywek). Piłkarze Bocskay FC przed przeprowadzką w 1934 roku na nowy obiekt występowali na Vágóhíd utcai Stadion, następnie grali na Nagyerdei Stadion w roli gospodarza do 1940 roku, kiedy to klub zaprzestał działalności. Nowo otwarty stadion posiadał nieco nietypowy układ. Boisko piłkarskie otaczała bieżnia lekkoatletyczna, którą z kolei okalała kolejna, dłuższa bieżnia. Za drugą bieżnią na całej jej długości znajdowały się trybuny na wałach ziemnych zwieńczone betonowymi stopniami. W środkowej części trybun na łukach (po stronie północnej i południowej) usytuowano bramy stadionu. W środkowej części zachodniej trybuny znajdowała się zadaszona trybuna główna. Pojemność stadionu szacowano na 20 000 widzów.
Stadion był częstym miejscem parad i pokazów związanych z Debreczyńskim Festiwalem Kwiatowym (Debreceni Virágkarnevál), organizowanym corocznie od roku 1966. Na stadionie dwukrotnie wystąpiła piłkarska reprezentacja Węgier, 10 lipca 1949 roku w meczu towarzyskim przeciwko Polsce (8:2) i 17 października 1979 roku w meczu el. do ME przeciwko Finlandii (3:1). W latach 1979–1989 na obiekcie regularnie występowali piłkarze klubu Debreceni VSC. 29 stycznia 2013 roku ruszyła rozbiórka obiektu by zrobić miejsce pod nową, typowo piłkarską arenę. Budowa zakończyła się zgodnie z harmonogramem w kwietniu kolejnego roku i 1 maja 2014 roku nowy Nagyerdei Stadion został oddany do użytku.